# Scotophilus heathii
Scotophilus heathii (Horsfield, 1831) è un pipistrello della famiglia dei Vespertilionidi diffuso nel Subcontinente indiano, Cina e Indocina.

## Descrizione

### Dimensioni
Pipistrello di medie dimensioni, con la lunghezza della testa e del corpo tra 67 e 93 mm, la lunghezza dell'avambraccio tra 55 e 69 mm, la lunghezza della coda tra 43 e 72 mm, la lunghezza del piede tra 9 e 15 mm, la lunghezza delle orecchie tra 13 e 21 mm e un peso fino a 53 g.

### Aspetto
Il corpo è robusto. La pelliccia è corta, liscia e leggermente più lunga sulla nuca e sulla gola. Le parti dorsali sono bruno-giallastre, mentre le parti ventrali sono giallo-brunastre. La testa è massiccia, il muso è corto e largo, dovuto alla presenza di due masse ghiandolari sui lati. Le orecchie sono marroni scure, corte, triangolari, ben separate e con un grosso lobo alla base. Il trago è lungo, stretto, appuntito e curvato in avanti. Le membrane alari sono marroni scure, lunghe e con le estremità appuntite. La punta della lunga coda si estende leggermente oltre l'ampio uropatagio. Il calcar è lungo e privo di carenatura.

### Ecolocazione
Emette ultrasuoni ad alto ciclo di lavoro sotto forma di impulsi di breve durata a frequenza modulata iniziale di 43,2-83,8 kHz, finale di 33,8–43 kHz e massima energia a 37,4-59,6 kHz.

## Biologia

### Comportamento
Si rifugia in gruppi fino a 50 individui all'interno di edifici. I maschi formano harem da 2 a 6 femmine durante la stagione riproduttiva. Altrimenti i due sessi vivono separatamente. L'attività predatoria inizia tardi la sera e il suo volo è abbastanza lento.

### Alimentazione
Si nutre di insetti catturati su spianate e sopra campi lungo i margini forestali.

### Riproduzione
Gli accoppiamenti avvengono a gennaio o nei primi giorni di febbraio, dopo i quali lo sperma viene trattenuto dalle femmine per 60-80 giorni, l'ovulazione inizia nei primi giorni di marzo e dopo una gestazione di circa 116 giorni, le femmine danno alla luce a luglio 1-2 piccoli. Vengono svezzati dopo 2-3 settimane.

## Distribuzione e habitat
Questa specie è diffusa nel Subcontinente indiano, Cina meridionale e in Indocina.
Vive in diversi tipi di habitat, incluse le città, fino a 1.500 metri di altitudine.

## Tassonomia
Sono state riconosciute 3 sottospecie:
- S.h.heathii: Pakistan, Afghanistan, India, Nepal, Bhutan, Sri Lanka, Bangladesh;
- S.h.insularis (G. M. Allen, 1906): province cinesi meridionali dello Yunnan, Guangxi, Guangdong, Fujian ed isola di Hainan;
- S.h.watkinsi (Sanborn, 1952): Myanmar, Thailandia, Laos, Vietnam centrale e settentrionale, Cambogia settentrionale.

## Conservazione
La IUCN Red List, considerato il vasto areale, la popolazione presumibilmente numerosa, la presenza in diverse aree protette e la tolleranza alle modifiche ambientali, classifica S.heathii come specie a rischio minimo (Least Concern)).